# Betsimisaraka du Sud
Ne doit pas être confondu avec Betsimisaraka.
Le betsimisaraka du Sud est une langue malayo-polynésienne du groupe barito parlée par le peuple Betsimisaraka dans l’est de Madagascar dans les provinces d’Antananarivo, Fianarantsoa, Toamasina.

## Classification
Le betsimisaraka fait partie de la branche malayo-polynésienne de la famille des langues austronésiennes. Plus précisément, il appartient aux langues barito sud-orientales, qui comprend le groupe malgache et plusieurs langues parlées sur l'île de Bornéo.